# Vodosprema u Vrpolju
Vodosprema u selu Vrpolju, Grad Trilj, predstavlja zaštićeno kulturno dobro.

## Opis dobra
Mjesto Vrpolje je smješteno južno od današnje glavne ceste koja vodi od Trilja prema unutrašnjosti. Početkom 20. stoljeća, u vrijeme druge austrijske uprave gradi se vodosprema, u narodu prozvana lokva, za potrebe samog mjesta Vrpolja i šire okolice, te je zbog toga imala veliki značaj za stanovnike tog kraja. Prema pričama starijih mještana gradnja je dovršena oko 1905. godine. Lokva u Vrpolju predstavlja vrijedan primjer inženjerske arhitekture s početka 20. stoljeća, a kao povijesna građevina predstavlja simbol vremena nastanka.

## Zaštita
Pod oznakom Z-6185 zavedena je pod vrstom "nepokretno kulturno dobro - pojedinačno", pravna statusa zaštićena kulturnog dobra, klasificirano kao "javne građevine".